# (15314) 1993 FL34
(15314) 1993 FL34 est un objet de la ceinture principale d'astéroïdes extérieure de 13,043 km de diamètre découvert en 1993.

## Description
(15314) 1993 FL34 a été découvert le 17 mars 1993 à l'observatoire de La Silla, au Chili, par le programme Uppsala-ESO Survey of Asteroids and Comets (UESAC) .

### Caractéristiques orbitales
L'orbite de cet astéroïde est caractérisée par un demi-grand axe de 3,45 UA, un périhélie de 3,33 UA, une excentricité de 0,04 et une inclinaison de 6,79° par rapport à l'écliptique. Du fait de ces caractéristiques, à savoir un demi-grand axe entre 3,2 et 4,6 UA, il est classé, selon la JPL Small-Body Database, comme objet de la ceinture principale d'astéroïdes extérieure.

### Caractéristiques physiques
(15314) 1993 FL34 a une magnitude absolue (H) de 13,2 et un albédo estimé à 0,072, ce qui permet de calculer un diamètre de 13,043 km. Ces résultats ont été obtenus grâce aux observations du Wide-Field Infrared Survey Explorer (WISE), un télescope spatial américain mis en orbite en 2009 et observant l'ensemble du ciel dans l'infrarouge, et publiés en 2011 dans un article présentant les premiers résultats concernant les astéroïdes de la ceinture principale.